# Pontificia Universidad Católica de Valparaíso
La Pontificia Universidad Católica de Valparaíso (PUCV), también llamada Universidad Católica de Valparaíso (UCV), es una universidad tradicional de Chile, perteneciente al Consejo de Rectores de las Universidades Chilenas, a la Agrupación de Universidades Regionales de Chile y a la Red Universitaria G9. Es además una universidad católica pontificia, que depende directamente de la Santa Sede y del Obispado de Valparaíso.
Su Casa Central se encuentra en Valparaíso, cerca del edificio del Congreso Nacional de Chile, y tiene distintas sedes ubicadas en el área histórica de Avenida Brasil, así como en otros lugares de Valparaíso y en Placilla de Peñuelas, Viña del Mar, Quilpué y Quillota.
Actualmente se encuentra acreditada por la Comisión Nacional de Acreditación (CNA-Chile) por un período de 7 años (de un máximo de 7), desde enero de 2022 hasta enero de 2029.Figura en la posición 4 dentro de las universidades chilenas según la clasificación webométrica SCImago Institutions Rankings (SIR) 2024.Está en la posición 7 según el ranking de Webometrics 2024. Está en la posición 6 a nivel nacional en el QS Rankings 2024.Está en la posición 6-16 a nivel nacional en el ranking Times Higher Education 2024.

## Historia

### Origen

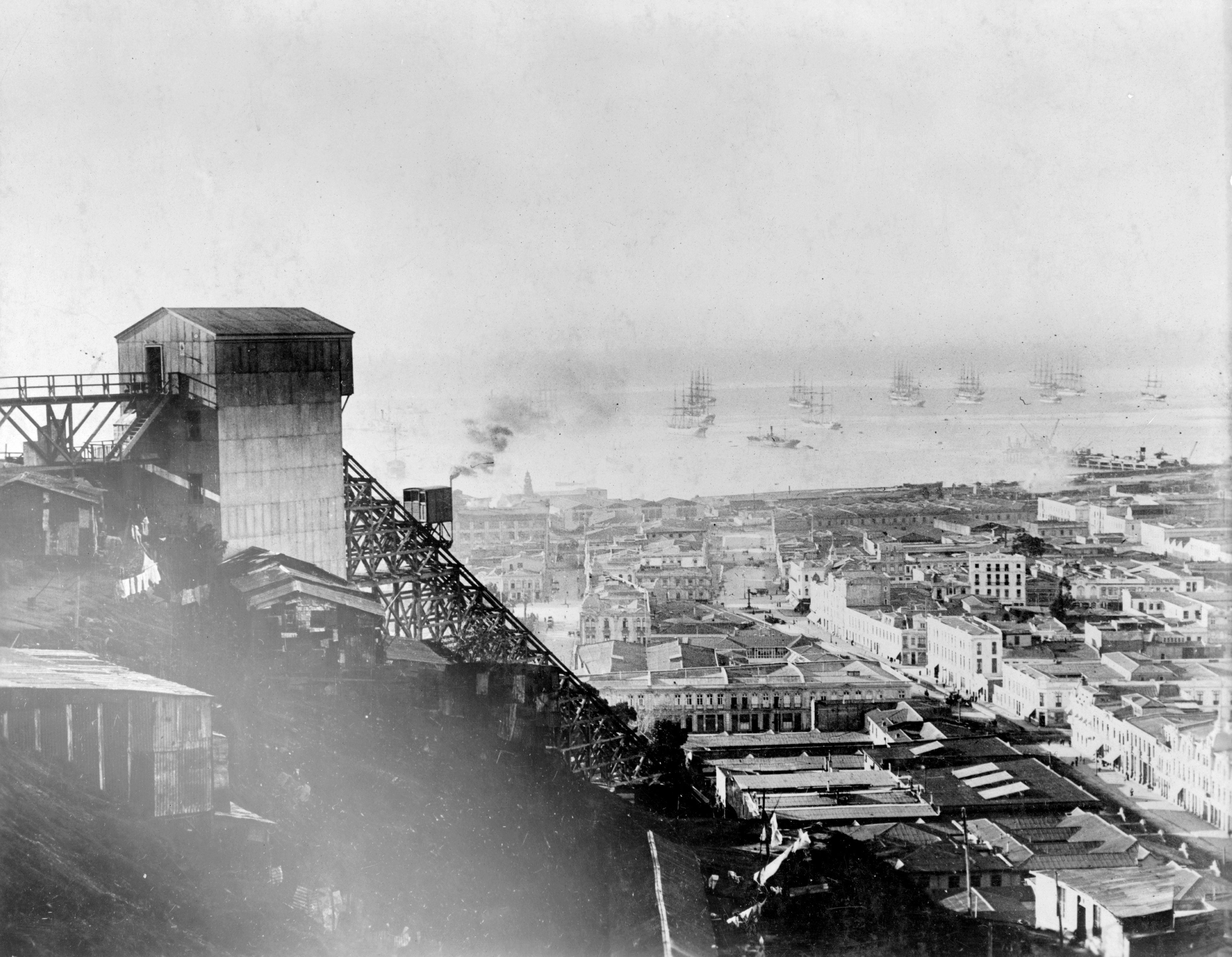
Valparaíso, desde el Cerro Monjas.
Fotografía h. 1916.

El origen de la Universidad se encuentra en el testamento del 9 de marzo de 1916 de doña Isabel Caces de Brown, distinguida dama porteña viuda del millonario de origen estadounidense don Juan Brown Diffin. Doña Isabel falleció en abril de ese mismo año. En ese instrumento dispuso su deseo de “hacer algunas asignaciones con objeto de beneficencia, instrucción o piedad”, nombrando como albaceas fiduciarias a sus hijas Isabel y María Teresa, asignándoles “la suma de un millón quinientos mil pesos de que dispondrán conforme a las instrucciones que privadamente les impartiré”.

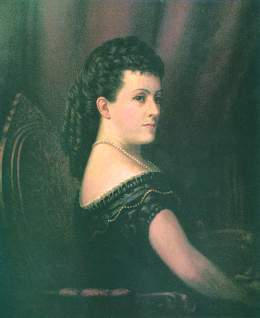
Isabel Caces de Brown.
Pintura principios del.

En la mente de Isabel Caces de Brown no estaba la idea de destinar esos recursos precisamente a la fundación de una universidad. Así, ambas hijas destinaron 500 mil pesos a diversas obras de beneficencia. Fue el presbítero Rubén Castro Rojas, amigo de la familia, el que sugirió la idea de destinar el millón restante a la instrucción, fundando un instituto técnico en Valparaíso para la formación de jóvenes de escasos recursos y para ayudar a levantar el nivel cultural de las clases populares dentro de una formación cristiana. Dicho proyecto fue bien acogido por Rafael Ariztía,
quien se consagró a la realización de la obra junto a su esposa María Teresa, a su cuñada Isabel (ambas herederas acordaron aportar por partes iguales todo lo necesario) y a su cuñado Juan Brown, procediéndose a dar vida legal y consistencia económica a la Fundación Isabel Caces de Brown, creada el 6 de agosto de 1924 para hacer posible la obra.
Con el millón de pesos disponible se acordó adquirir el terreno más a propósito para construir el edificio. Se eligió un sitio eriazo de 16
mil m² que demandó la suma de 900 mil pesos para su adquisición.
En ese tiempo, Valparaíso no contaba con una casa de estudios superiores, a pesar de contar con 180 mil habitantes, con prestigiosos colegios y dos liceos de donde egresaban centenares de alumnos sin posibilidades de realizar estudios superiores en la ciudad, excepto en los Cursos de Arquitectura y Leyes de los Sagrados Corazones de Valparaíso; y en el Curso Fiscal de Leyes, creado en 1911, y dependiente de la Universidad de Chile. Una universidad porteña era, por lo tanto, una necesidad. Primero se pensó en una Escuela de Artes y Oficios, ideada por Monseñor Eduardo Gimpert; luego, el mismo rector de la Universidad Católica de Chile, el presbítero Carlos Casanueva, propuso la formación de un Politécnico abierto a la posibilidad de transformarse en universidad, en lugar de una simple Escuela de Artes y Oficios, idea que fue aprobada.

### Fundación y rectorado de Rubén Castro
El 6 de agosto de 1924 se realizó el acta de fundación, que precisaba que la nueva institución pasaría a formar parte integrante de la Universidad Católica de Santiago. El contrato establecía la transferencia del terreno ya mencionado al Arzobispo de Santiago, además del pago de 2 millones de pesos adicionales, por parte de las hermanas Isabel y Teresa Brown, por la obligación de fundar y sostener este establecimiento. En ese entonces, la provincia de Valparaíso pertenecía al Arzobispado de Santiago, en virtud de lo cual la proyectada universidad pasó a depender del Ordinario Eclesiástico de Santiago, lo que hizo pensar que la universidad porteña, carente de personalidad jurídica y condiciones legales para otorgar títulos y grados, debía quedar bajo la tutela de la Universidad Católica de Santiago para conseguir que sus estudios tuvieran validez legal.
|                                       |
| Teresa Brown de Ariztía, benefactora. |

|                                                           |
| Rafael Ariztía Lyon, benefactor y esposo de Teresa Brown. |

|                                  |
| Isabel Brown Caces, benefactora. |

|                                                            |
| Pbto. Rubén Castro Rojas, primer rector de la universidad. |

|                                                      |
| Monseñor Eduardo Gimpert Paut, obispo de Valparaíso. |

Se encargaron los planos de la actual Casa Central a los arquitectos Ernesto Urquieta y Gregorio Airola, mientras Isabel y Teresa resolvieron aportar “por partes iguales” los recursos necesarios para levantar y amueblar el edificio de un plantel que se proyectó como comercial e industrial. La construcción se confió a la firma N. Martín Hansen y H. Hveen y Cía. El 21 de septiembre de 1925 se bendijo la primera piedra. Lo construido comprendía dos partes: el edificio de la universidad, racionalmente diseñado para servir de tal, y el edificio anexo, o “de rentas”, destinado al sostenimiento económico de la casa de estudios, y compuesto de habitaciones y locales comerciales. Entre
ambos, se reservó un espacio para construir un campo de deportes. En la obra habrían de invertirse 7 500 000 pesos, sobrepasando con mucho la idea original.
El 18 de octubre de 1925, cuando el edificio estaba en construcción y se proyectaba la organización académica, el papa Pío XI, por Bula
Apostolici muneris ratiose, creó la Diócesis de Valparaíso. En consecuencia, se comenzó a negociar el traspaso de los bienes al
Obispado de Valparaíso, por una parte, y la separación de la Universidad Católica de Valparaíso respecto de la Universidad Católica de Santiago, por
otra. Lo primero fue de fácil tramitación, mientras que lo segundo más lento y complejo, pues significaba deshacer el acuerdo de 1924, siendo que Mons. Casanueva deseaba formar una "unión orgánica" entre las dos universidades, una fórmula que a los porteños fundadores les pareció que atentaría contra la independencia de la nueva casa de estudios y le impediría conseguir personalidad jurídica propia, pasando a ser “una rama o extensión de la Universidad Católica de Chile”. En 1927 se vio favorecida la postura de los porteños con la promulgación del Estatuto Universitario, que daba a las universidades particulares reconocidas por la ley amplias posibilidades e independencia de unas respecto de otras, y con la dictación de un decreto que permitió a la Universidad Católica de Valparaíso otorgar títulos reconocidos por el Estado.

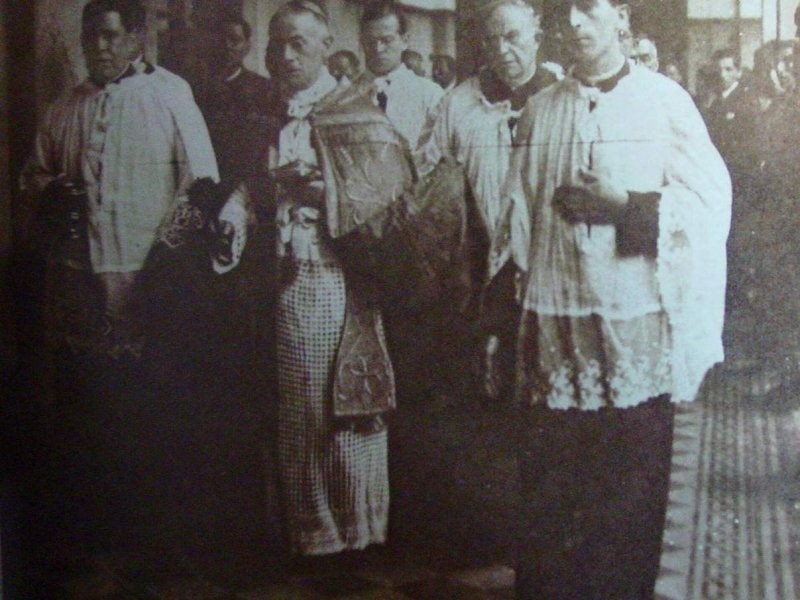
Monseñor Gimpert bendiciendo las aulas de Casa Central el día de su inauguración.
Fotografía de marzo de 1928.

La Universidad Católica de Valparaíso se creó oficialmente el 15 de marzo de 1928 por decreto del Obispo Eduardo Gimpert Paut, quien en 1925 había sido nombrado para ocupar la nueva silla diocesana de Valparaíso. El mismo Monseñor nombró al presbítero Rubén Castro Rojas como rector de la universidad. El acta de erección y nombramiento se redactó en los siguientes términos: “De acuerdo con los fundadores declaramos canónicamente erigido el referido establecimiento bajo el nombre de Universidad Católica de Valparaíso. Fundación Isabel Caces de Brown”. La universidad comenzó impartiendo clases el 25 de marzo de 1928. Tenía 600 alumnos técnicos vespertinos y 80 diurnos universitarios en sus dos Facultades: Ciencias Aplicadas y Matemáticas (también llamada "Industria"); y Comercio y Ciencias Económicas.

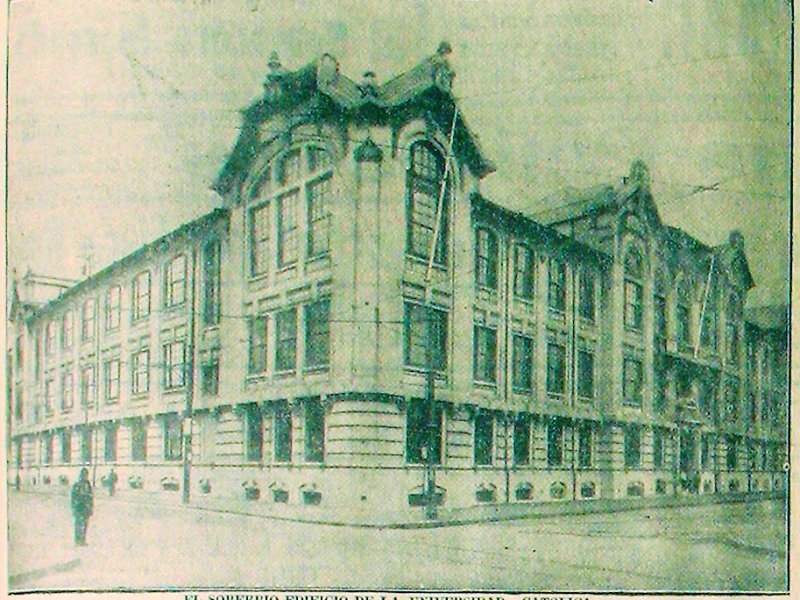
Casa Central de la UCV en los días de su inauguración.
Diario La Unión, fotografía de marzo de 1928.

Ese año, Casanueva cedió en su postura ante la amenaza hecha por Rafael Ariztía de detener el financiamiento, separándose la universidad porteña de la capitalina. En adelante, las dos universidades católicas, en virtud de su misión común, mantuvieron un vínculo fundado en la “doctrina del ideal cristiano”, la “identidad docente” y “el común lazo de la cordialidad".

#### Cierre de la universidad
El 12 de enero de 1929 murió don Rafael Ariztía, privando a la universidad de su mayor patrocinador y causándole dificultades de financiamiento. A esto se sumó la crítica situación social y política por la que atravesaba el país durante el gobierno de Carlos Ibáñez del Campo y que habría de conducir a su caída. Esa misma crisis tuvo graves efectos en la Universidad Católica de Valparaíso al rebelarse los alumnos contra la rectoría como eco de los desórdenes estudiantiles que se producían en Santiago. Esto decidió al rector a cerrar la universidad (pero no el Politécnico) en julio de 1931.
Rubén Castro cayó enfermo y murió el 31 de diciembre de 1934, con tan solo 52 años.

### Rectorado de Malaquías Morales
La Universidad fue restablecida el 25 de marzo de 1934 por decisión del Obispo Eduardo Gimpert, con una población estudiantil de 818 alumnos entre diurnos y nocturnos, dejándola en manos del Pbro. Malaquías Morales como vicerrector hasta 1937, año en que asumió como rector en propiedad.
Entre 1934 y 1947 se reorganizó la Universidad. En 1943 eran 1.560 alumnos entre diurnos, vespertinos y nocturnos. La actividad académica estaba dividida en cuatro grandes secciones: las escuelas universitarias de Ingeniería Química, Arquitectura y Comercio vespertino; los Cursos Industriales vespertinos; los Cursos Libres, y la Escuela Nocturna. Desde 1945 los Cursos Técnicos pasaron a formar el Instituto Politécnico Industrial. En 1943 se creó la Facultad de Arquitectura y Bellas Artes, más tarde llamada Escuela de Arquitectura y Urbanismo.
En 1947, la Universidad dio un paso cualitativo importante al firmar, junto con el obispado, un convenio con la Congregación de los Sagrados Corazones de Valparaíso para crear en la universidad la Facultad de Ciencias Jurídicas y Sociales, teniendo como base el Curso de Leyes que dicha Congregación mantenía desde 1894 en su propio edificio.
En 1948 comenzó a tener vida activa el Conservatorio de Música y en 1949 fue creada la Facultad de Filosofía y Educación, destinada a formar profesores para la educación secundaria con las Escuelas de Matemáticas y Física, y Castellano y Filosofía. El Gobierno reconoció la validez de los títulos de profesor secundario que otorgara el “Pedagógico” de la UCV.
En síntesis, en 1949 la universidad estaba estructurada en cinco Facultades: la de Ciencias Físicas y Matemáticas, con su Escuela de Ingeniería Química; la de Arquitectura y Urbanismo, con su Escuela de Arquitectura; la de Ciencias Económicas y Comercio, con su Escuela de Contadores Generales; la de Ciencias Jurídicas y Sociales, con su Escuela de Leyes de los Sagrados Corazones; la de Pedagogía, con su Escuela de Castellano y Filosofía y Escuela de Matemáticas y Física; además del Instituto Politécnico Industrial, con sus Escuelas de Sub-Ingenieros de Construcción Civil, de Sub-Ingenieros Mecánicos, de Sub-Ingenieros Electricistas y de Sub-Ingenieros en Radiotelefonía.
A pesar de las dificultades de financiación, el período del rector Malaquías Morales tuvo ciertos avances en el equipamiento de las distintas facultades. Se completaron y mejoraron los talleres y laboratorios. En 1948 la Universidad contaba con 16 laboratorios de experimentación y 12 talleres de trabajo, al tiempo que se iban formando bibliotecas especializadas.
En 1948, la Universidad tenía una matrícula anual de más de 300 alumnos propiamente universitarios en las distintas carreras. Había tenido un aumento lento, pero sostenido. En 1946 ingresaron 311 alumnos, 329 en 1947 y 386 en 1948.

### Período Jesuita
El rector Pbro. Malaquías Morales dejó el cargo en 1950, al presentar por tercera vez su renuncia, asumiendo en su lugar el Pbro. Fernando Viancos como rector interino. Monseñor Rafael Lira Infante expuso a la Santa Sede la escasez de sacerdotes en la Diócesis y le solicitó la designación de quienes se harían cargo de la universidad. La Santa Sede respondió recomendando a la Compañía de Jesús, ante lo cual Monseñor Lira convino con el Superior de la Compañía que esta se hiciera cargo de la dirección y administración de la UCV, nombrando rector en 1951 al padre Jorge González Förster, miembro de dicha orden. Con él llegó el R.P. Raúl Montes Ugarte, S.J. a ocupar el puesto de vicerrector.
Este período fue el más significativo de los primeros cuarenta años de la UCV. Con el rector González se puso en marcha la reorganización interna con la, redacción de nuevos Estatutos Generales, estatutos para cada facultad y reglamentos para cada escuela. Para una mejor administración, se creó la Secretaría Central.
Para la aplicación de la formación pedagógica de la Facultad de Filosofía y Pedagogía, el 17 de febrero de 1953 se creó el Colegio Rubén Castro, de enseñanza secundaria, gratuito y anexo a la Universidad. En 1954 se abrió también un colegio nocturno gratuito para reemplazar a los cursos pre-técnicos. En 1960, la Facultad organizó otros dos colegios gratuitos: el Liceo Juana Ross para mujeres y el Liceo José Cortés Brown para hombres.
La Facultad de Comercio tuvo, desde 1955, una Escuela de Negocios, que nació gracias a un convenio suscrito entre la universidad y la Fundación Adolfo Ibáñez, tomando esta la dirección y orientación de la Facultad y contribuyendo económicamente a su desarrollo. Otras escuelas creadas en el rectorado de González fueron la de Trabajo Social, integrada en la Facultad de Ciencias Jurídicas y Sociales; la de Pesca, para la que se construyó una sede en la Caleta El Membrillo; y la Escuela de Técnicos en Administración Agrícola, fundada en 1959 y que obtuvo en comodato el Jardín Botánico de Viña del Mar para su funcionamiento. En 1960 pasó a ser la Escuela de Agronomía, operando en la Hacienda La Palma, de Quillota. En ese mismo año se modificó el antiguo convenio existente entre la Congregación de los Sagrados Corazones y la Universidad Católica de Valparaíso, incorporando plenamente a la Escuela de Derecho en el régimen ordinario de la UCV.
Durante el rectorado del padre González se iniciaron también los estudios de perfeccionamiento de profesores en universidades extranjeras. Una de las decisiones más significativas del rector fue la creación del Bachillerato UCV, prueba que otorgaba el grado de Bachiller en Humanidades con mención correspondiente en Letras, Matemáticas, Ciencias Físico-Químicas o Biología, y que hasta el momento solo realizaba la Universidad de Chile.
Una obra del Obispado de Valparaíso hasta el momento, recién el 1 de noviembre de 1961 fue hecha creación Pontificia, es decir, una Universidad Católica reconocida por la Santa Sede. En ese año la universidad tenía 2335 alumnos.
El padre Jorge González Förster debió dejar la Rectoría en 1961 para ocupar el cargo de rector del Colegio Máximo San José, en Argentina. Fue reemplazado por el padre Hernán Larraín, S.J., que duró en el cargo hasta su renuncia en 1963, poniendo fin al Período Jesuita. Cuando la Compañía de Jesús se hizo cargo de la Universidad, asumió como tarea mantener el equilibrio armónico entre las vertientes representadas por las carreras científico-técnicas con las que había nacido la casa de estudios, por una parte, y las humanísticas, por otra. No era una exageración del Rector Larraín cuando decía que los jesuitas recibieron “una Universidad incipiente, como un colegio superior, y entregaron a la diócesis una auténtica universidad, potente como entidad docente y con pleno reconocimiento nacional”.

#### Escuelas Universitarias de Antofagasta
En 1956 la señora Berta González, viuda de José Luis Astorga, hizo una donación para la creación de una universidad católica en Antofagasta, apoyando una iniciativa de sacerdotes jesuitas de la zona. Esta empresa tropezó con un ambiente estatal contrario a las universidades particulares. Cuando la Universidad de Chile manifestó no tener en sus planes la fundación de una universidad en el Norte, la Universidad Católica de Valparaíso tomó la decisión de llegar hasta allí para apoyar la iniciativa, comenzando con el Bachillerato y luego creando las "Escuelas Universitarias de Filosofía y Letras e Ingeniería" de Antofagasta en junio de 1956. Las "Escuelas Universitarias de Antofagasta", informalmente llamadas "Universidad Católica de Valparaíso, sede Antofagasta", pasarían a ser la Universidad del Norte —hoy Universidad Católica del Norte— el 4 de febrero de 1964, al reconocer el Estado su autonomía mediante la Ley 15 561.

#### Primera transmisión y primer canal de televisión de Chile
El 5 de octubre de 1957 la universidad realizó la primera transmisión inalámbrica de televisión de Chile. El evento televisado fue la inauguración del nuevo pabellón de laboratorios científicos y salas de clases de la Universidad. Contó con la presencia del Presidente de la República Carlos Ibáñez del Campo, ministros y altas autoridades.
UCV TV comenzó sus transmisiones mostrando su logotipo, mientras que una voz en off decía: "Aquí comienzan las transmisiones de UCV Televisión, cadena televisiva experimental de la Universidad Católica de Valparaíso, disfrute de nuestra compañía" y luego se escuchó el Himno Nacional de Chile. El intro duró un minuto, cuando cerró sus transmisiones de su primer día en la voz en off se escuchó: "Aquí terminan las transmisiones de UCV Televisión, esperamos que haya disfrutado de nuestra compañía y buenas noches, desde Valparaíso, UCV Televisión, por siempre".
Este hecho fue considerado como la auténtica primera emisión de un programa televisivo planificado, ya que además de difundirse a través de la pantalla todas las alternativas del acto inaugural en forma directa, se ofreció a los espectadores la actualidad noticiosa, algo novedoso en la época. La programación regular de la estación porteña, que marca el fin de la etapa experimental, se inicia el 22 de agosto de 1959 con la inauguración oficial del primer canal de Chile, el de la Universidad Católica de Valparaíso.

### Rectorado de Arturo Zavala Rojas
Cuando el rector Hernán Larraín renunció al cargo, se realizó el traspaso de la dirección de la universidad de esa congregación al Obispado de
Valparaíso. Tanto el vicario monseñor Wenceslao Barra como monseñor Emilio Tagle estuvieron de acuerdo en que era la oportunidad para retomar la Universidad Católica de Valparaíso y encomendarla a los laicos, para ser consecuentes con el deseo de dar mayores responsabilidades a éstos; aspecto manifestado por varios pontífices y al cual el Concilio Vaticano II le había concedido especial importancia. Así nació la candidatura del Director de la Escuela de Derecho, Arturo Zavala Rojas; propuesta que llevó a Roma a Monseñor Tagle, y que una vez aprobada por la Sagrada Congregación de Seminarios y Universidades recibió el Nihil Obstat el 7 de enero de 1964, convirtiéndose en el primer rector laico de una
Universidad Católica en el mundo.
Durante el período del rector Zavala la universidad inició un rápido desarrollo en una serie de aspectos. Un programa innovador fue
el doctorado para las escuelas de Derecho de todo Chile, que -en combinación con la Universidad de Estrasburgo-, se puso en marcha
conjuntamente con la Universidad de Concepción. El 20 de marzo de 1965 se llevó a cabo la inauguración del Instituto del Mar y el 24 de marzo del mismo año se inició la consolidación de las políticas de Perfeccionamiento Académico, creándose el Departamento de Promoción de Docentes y Becas. Posteriormente, se agregó el Centro de Capacitación Portuaria, el Servicio de Asistencia Técnica y un Centro de Capacitación Técnica para Obreros.
En 1966, con el apoyo de Monseñor Tagle, la universidad recibió unos edificios construidos en el sector de la Laguna Sausalito, gracias a una herencia de María Teresa Brown de Ariztía, por el párroco Félix Ruiz, originalmente destinados a albergar niños pobres, pero que no pudo poner en funcionamiento porque no obtuvo los recursos para ello. A partir de ellos se creó el actual Campus Sausalito.

#### Reforma Universitaria
Desde 1964 ya se hablaba de reforma universitaria en la universidad. En mayo de 1967, el Consejo Superior inició el debate sobre reformas y cambios que no podían seguir postergándose. Los centros universitarios que más esfuerzos hicieron para que ello se produjera fueron la Escuela de Arquitectura y el Instituto de Ciencias Sociales y Desarrollo. La Reforma Universitaria se inició con el Manifiesto del 15 de junio que dio a conocer la Escuela de Arquitectura. Este realizó un análisis profundo de la situación de la universidad, dejando ver las debilidades que ella experimentaba, y exigió su completa reorganización desconociendo la autoridad del rector Zavala y demás autoridades, suspendiéndose las actividades académicas hasta que lo que se solicitaba se otorgara. Del sector reformista se distinguieron Godofredo Iommi, profesor de la Escuela de Arquitectura y poeta, lo que explica el fundamento académico-poético del Manifiesto; y Fernando Molina Vallejo, vicerrector y Director del Instituto de Ciencias Sociales y Desarrollo.
El 17 de junio el Consejo Superior aprobó abrir un proceso de cambios sobre la base de una futura elección democrática del rector. Se propuso que el rector Zavala -que se encontraba en el extranjero- encabezara dicho proceso. Monseñor Emilio Tagle, Gran Canciller, reiteró esa confianza, reconociendo que la universidad requería de algunos cambios, siempre que se respetara la vía institucional, y desconoció la validez del acuerdo del Consejo del 17 de junio, ante lo cual la Federación de Estudiantes se opuso y ocupó la Casa Central el 19 de junio. El rector Zavala, a su regreso a Chile, también rechazó el acuerdo del Consejo Superior, proponiendo otras vías de solución, las que por el ambiente de conflicto existente fueron muy difíciles de implementar.
Se llamó la atención por el excesivo autoritarismo, se planteó la necesidad de que lo académico estuviera por sobre lo administrativo, proponiéndose una nueva estructura académica basada en las Escuelas profesionales tradicionales y en los nuevos Institutos que tendrían por sobre todas las cosas las misión de investigar y hacer ciencia, y se propuso la necesidad de un currículo más flexible. Finalmente, en una Asamblea General convocada por los reformistas y realizada el 7 de agosto, se informó el resultado de las diversas reuniones que los dirigentes tuvieron con el Gran Canciller como con el Rector Zavala, las que resultaron en un acuerdo que fue aprobado el día siguiente. Esta reforma fue la precursora de un movimiento que se extendería por todo el país, conocido como la Reforma Universitaria de 1967.
El rector Arturo Zavala ejerció su cargo hasta abril de 1968, momento en el que presentó su renuncia al Gran Canciller. Asumió como rector interino el académico de Derecho Raúl Allard Neumann, quien tuvo el desafío de poner en vigencia la reforma a los Estatutos conocida como "Constitución Básica", definida el 20 de diciembre de 1967 por el Claustro Pleno. Tras obtener la confianza de la Santa Sede, el rector lo logró con el Claustro Pleno de junio de 1969. En el mes siguiente se constituyó el Senado Académico, órgano multisectorial y democrático encargado de definir las políticas universitarias. El próximo reto era la elección democrática del rector por los académicos.

### Rectorado de Raúl Allard Neumann
Después de la aprobación del Gran Canciller, la elección de rector se llevó a cabo el 8 de agosto de 1968 y tuvo por candidatos a Raúl Allard, cercano a la Federación de Estudiantes, y Alberto Vial, cercano a la Escuela de Arquitectura, resultando elegido el primero, que se dedicó a implementar la nueva organización académica y a impulsar la investigación científica.
La disolución del Instituto de Técnicos dio origen en 1969 a las Escuelas de Electricidad, Electrónica, Mecánica y Construcción. En 1972 se crearon los Institutos de Geografía y de Arte y la Escuela de Transporte.
En 1973 la universidad alcanzaba los 7185 matriculados, 7% de la matrícula nacional.
En 1966, tras una serie de divergencias, la Escuela de Negocios se había desvinculado de la Facultad, quedando como escuela independiente. En 1970 se reorganizó y en 1974 se transformó en la Escuela de Ingeniería Comercial. La Reforma Universitaria y la reorganización académica y administrativa debilitaban los términos del convenio con la Fundación Adolfo Ibáñez, lo que dio pie al término de la sociedad con la universidad. La Fundación se asociaría con la Universidad Técnica Federico Santa María, para luego separarse y fundar la Universidad Adolfo Ibáñez.
Bajo la dirección del profesor Arturo Baeza, la División de Arquitectura y Construcción inició un plan de expansión, que permitió un crecimiento significativo en infraestructura. Uno de los logros más importantes fue la reestructuración del Campus Sausalito en Viña del Mar, para el traslado de una parte de las carreras de Educación. Al mismo lugar se trasladó el Colegio Rubén Castro, lo que posibilitó remodelar el edificio que ocupaba en la Avenida Brasil para convertirlo en un edificio de aulas. La Facultad de Ingeniería se desplazó definitivamente a la Avenida Brasil con la adquisición de una serie de edificios contiguos que permitieron la instalación de sus carreras (actual FIN). El Convento Franciscano del Cerro Barón se incorporó a la universidad, y en esa sede se instaló inicialmente la Escuela de Música, para pasar a ser posteriormente la sede que actualmente ocupa el Instituto de Matemáticas. La Escuela de Agronomía se instaló definitivamente en la Hacienda La Palma. En 1973 se reconstruyó la Estación Experimental La Palma. En 1972 se compró el Castillo Bavestrello ubicado en la Caleta El Membrillo, donde se instaló el área de Recursos del Mar y que hoy es la sede de Ingeniería Pesquera y Oceanografía.
En 1971 se reeligió a Raúl Allard por una amplia mayoría en los cuatro estamentos. La coyuntura nacional había causado la ideologización de la universidad, que siempre se mantuvo defensora de la democracia. La candidatura de Allard defendía los ideales de la Reforma y se opuso a la candidatura izquierdista de Rodrigo González. La segunda etapa reformista incluyó la reorganización de las vicerrectorías en la Académica, la de Comunicaciones y la nueva vicerrectoría de Administración y Finanzas.

#### Crisis de 1973
La polarización política del país durante el gobierno socialista de Salvador Allende también afectó a la UCV, pero se intentó mantener el ambiente académico. El Senado Académico reafirmó los valores de la universidad y rechazó el eventual cierre de esta. Además, denunció el quiebre del Estado de Derecho y se pronunció a favor de la necesidad de buscar salidas constitucionales a la crisis. En agosto de 1973 la Federación de Estudiantes, apoyada por sectores estudiantiles opositores al Gobierno, decidió tomarse la Casa Central de la universidad. Como reacción, grupos que apoyaban al Gobierno se tomaron los edificios contiguos a la Casa Central, situación que derivó en violencia entre ambos bandos. Ante esto, el rector desalojó las dependencias ocupadas mediante la fuerza pública. Después de esos hechos y en protesta por la violación de la autonomía universitaria, solicitando la renuncia del rector Allard, la Federación de Estudiantes nuevamente se tomó la Casa Central. La ocupación duró hasta el 11 de septiembre, fecha en que la Armada ocupó la Casa Central, para entregarla tres días después a las autoridades universitarias.

### Período de los rectores designados
A pesar de la oposición del Consejo de Rectores y las objeciones de Allard, la Junta Militar decidió intervenir las universidades y designar sus rectores. El 3 de octubre asumió como primer
rector Delegado el Contralmirante en Retiro Alberto de la Maza, iniciándose un nuevo período y terminando con la Reforma Universitaria. Entre agosto y diciembre de 1974 fue rector el Contralmirante (R) Hugo Cabezas Videla. Fue sucedido por el Contralmirante (R) Víctor Wilson Amenábar, quien duró en el cargo hasta 1976, año en que fue designado el Capitán de Navío (R) Matías Valenzuela Labra.
1983 marcó un hito en este período. Se permitió a la Iglesia nombrar al rector, siendo elegido para el cargo Raúl Bertelsen Repetto -académico de Derecho que había ocupado importantes cargos en la universidad y había formado parte de la Comisión de Estudios de la Nueva Constitución- como primer rector civil y académico de la universidad desde 1973, restaurándose la autonomía de la universidad. Bertelsen ocupó el cargo hasta 1985, año en que fue sucedido por el académico Capitán de Fragata (R) Juan Enrique Fröemel Andrade.

### Historia reciente

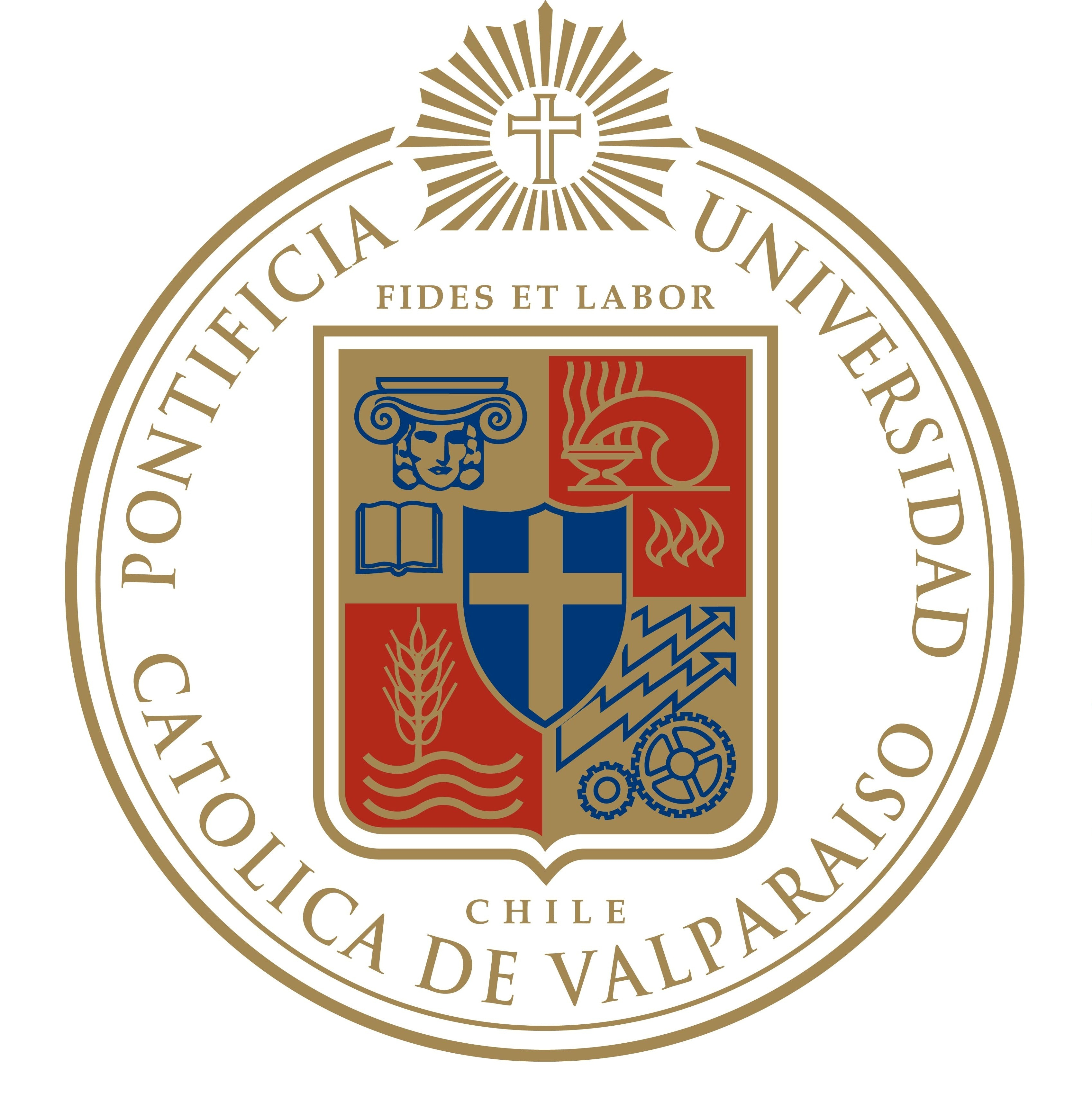
Escudo adoptado en 2003 con ocasión del otorgamiento del título de "Pontificia", utilizado hasta 2016.

Los nuevos Estatutos Generales de la Universidad aprobados a fines de los años ochenta volvieron a permitir la participación de los académicos jerarquizados en la generación de las autoridades de la Universidad. Es así como con el retorno de la democracia en 1990 asumió la rectoría el académico de la Escuela de Ingeniería Comercial, Bernardo Donoso Riveros. El 3 de enero de 1994 se fundó UCV Radio, radioemisora de frecuencia modulada de la Universidad. El 6 de diciembre de ese mismo año, Margot Loyola Palacios, destacada profesora del Instituto de Música de la Universidad, recibió el Premio Nacional de Artes Musicales, convirtiéndose en la primera folclorista en Chile que obtuvo dicho reconocimiento.
En 1998 asumió la rectoría el académico de la Facultad de Ingeniería, Alfonso Muga Naredo.
En su aniversario número 75, en el año 2003, el Papa Juan Pablo II le otorgó en la Santa Sede el título honorífico de Pontificia, como una forma de reconocer la contribución que esta institución universitaria realiza para el bien de la Iglesia, en la ciencia y el arte, la formación superior, la investigación, y en la creación y extensión artística.
La PUCV se convirtió en el año 2004 en la primera universidad de la región acreditada por la Comisión Nacional de Acreditación de Pregrado, en Docencia de Pregrado, Investigación, Docencia de Postgrado y Gestión Institucional. El 26 de agosto de 2008, el académico del Instituto de Historia, doctor Eduardo Cavieres Figueroa, fue distinguido con el Premio Nacional de Historia.

Escudo utilizado a partir del año 2016. Esta actualización respeta la tradición, manteniendo la configuración de los símbolos que durante la historia de la Institución han conformado el escudo.

El 4 de noviembre de 2009 se inauguró el nuevo Campus Curauma, dando forma al proyecto que concentra instalaciones deportivas, tecnológicas y aularios del más alto nivel. En el mismo mes la Universidad fue acreditada por 6 años por la Comisión Nacional de Acreditación en las áreas obligatorias de Docencia de Pregrado y Gestión Institucional, y en las áreas voluntarias de Investigación, Docencia de Postgrado y Vinculación con el Medio, todas las posibles.
En el año 2010 asumió como rector Claudio Elórtegui Raffo, profesor titular de la Escuela de Ingeniería Comercial desde 1975, quien entre agosto de 1994 y julio de 2010 se desempeñó como vicerrector de Administración y Finanzas. Completó tres períodos, dejando el cargo en 2022.
En 2016 la universidad se sumó a la política de gratuidad de las carreras de pregrado para los alumnos del 50% de la población con menos recursos. El mismo año, se adquirió la antigua sede de Recreo de la Universidad del Mar, casa de estudios en proceso de cierre. Además, renovó su logo, reemplazando el que estaba en uso desde 2003.

### Rectores
| Rector                                           | Período                    |
| ------------------------------------------------ | -------------------------- |
| Período eclesiástico                             |                            |
| Pbro. Rubén Castro Rojas                         | 1928-1934                  |
| Pbro. Malaquias Morales Muñoz                    | 1934-1951                  |
| R.P. Jorge González Förster, S.J.                | 1951-1961                  |
| R.P. Hernán Larraín Acuña, S.J.                  | 1961-1963                  |
| Arturo Zavala Rojas                              | 1964-1968                  |
| Elección democrática del rector                  |                            |
| Raúl Allard Neumann                              | 1968-1973                  |
| Rectores delegados                               |                            |
| Almte. (R) Luis Alberto de la Maza               | 1973-1974                  |
| Contralmte. (R) Hugo Cabezas Videla              | agosto a diciembre de 1974 |
| Contralmte. (R) Víctor Wilson Amenábar           | 1974-1976                  |
| Héctor Herrera Cajas                             | 1976                       |
| Cap. de Navío (R) Matías Valenzuela Labra        | 1976-1983                  |
| Restauración de la potestad eclesial             |                            |
| Raúl Bertelsen Repetto                           | 1983-1985                  |
| Cap. de Fragata (R) Juan Enrique Fröemel Andrade | 1985-1990                  |
| Bernardo Donoso Riveros                          | 1990-1998                  |
| Alfonso Muga Naredo                              | 1998-2010                  |
| Claudio Elórtegui Raffo                          | 2010-2022                  |
| Nelson Vásquez Lara                              | 2022-actualidad            |

## Organización

Bandera de la Pontificia Universidad Católica de Valparaíso

La PUCV es una persona jurídica pública en la Iglesia católica y, por lo tanto, regida por el Código de Derecho Canónico y por la Constitución Apostólica sobre las universidades católicas Ex Corde Ecclesiae de 1990. Depende inmediatamente de la Congregación de Seminarios e Institutos de Estudios. Es persona jurídica de derecho público en conformidad a la legislación chilena. Tal como otras universidades privadas pertenecientes al Consejo de Rectores, recibe algunos aportes del Estado de Chile.

### Gobierno y administración

#### Autoridades unipersonales
Son autoridades unipersonales el gran canciller, el vice gran canciller, el rector, los vicerrectores, el secretario general, el
contralor, los decanos, los directores de Unidades Académicas y los directores
de Centros.
- Gran canciller: el gran canciller, que es el obispo de Valparaíso, es formalmente la autoridad máxima de la universidad, teniendo atribuciones relativas al nombramiento de las autoridades unipersonales y a la observancia de la doctrina católica y los cánones de la Iglesia, en general. Ejerce una potestad especial sobre la Facultad de Teología. Usualmente delega sus facultades a un Vice Gran Canciller más cercano al ámbito universitario, para poder ejercer de manera más efectiva su labor pastoral en la diócesis.
- Rector: El rector -que debe ser un profesor titular- ejerce el gobierno superior y la administración de la universidad. Entre sus funciones se encuentran la representación legal de la casa de estudios y el nombramiento de Decanos y Directores de unidades académicas. Formalmente, es elegido por el Gran Canciller a partir de una terna formada por votación del cuerpo académico y de algunos representantes estudiantiles, y debe ser aprobado por la Santa Sede. En la práctica, el Gran Canciller y la Santa Sede simplemente ratifican al candidato elegido por los docentes. Dura 4 años en el cargo y puede ser reelegido.
- Vicerrectores: Son los colaboradores del rector en el gobierno y administración de la universidad. Permanecen en sus cargos mientras cuenten con su confianza. Las vicerrectorías que existen actualmente son: la Vicerrectoría Académica; la Vicerrectoría de Desarrollo; la Vicerrectoría de Investigación y Estudios Avanzados; la Vicerrectoría de Administración y Finanzas; y la Dirección General de Vinculación con el Medio.
- Decanos: Son la autoridad unipersonal máxima de una facultad. El rector nombra como Decano a quien elija el Consejo de Facultad respectivo.
- Directores: Son la autoridad unipersonal máxima de una unidad académica. El rector nombra como director a quien elija el Consejo de Unidad Académica respectivo.

#### Autoridades colegiadas
Son autoridades colegiadas el Claustro Pleno, el Capítulo Académico, el Consejo Superior, los Consejos de Facultad y los Consejos de Unidad Académica.
- Claustro Pleno: Es un cuerpo colegiado integrado por los profesores y por representantes de los alumnos. Es convocado de manera ordinaria una vez al año, o extraordinariamente a requerimiento del rector o del Consejo Superior. Recibe la cuenta anual del rector y se pronuncia sobre la modificación a los Estatutos Generales de la universidad.
- Capítulo Académico: Es un órgano integrado por un representante de cada facultad y encargado de la curia de la universidad, principalmente, a través de proposiciones e informes fundados acerca de las grandes líneas de docencia, investigación y extensión.
- Consejo Superior: Es la máxima autoridad colegiada permanente de gobierno y administración de la universidad. Le corresponde decidir sobre Ia política general de desarrollo de la universidad y regular su actividad. Está integrado por el rector, quien lo preside, tres consejeros nominados por el Gran Canciller, los Decanos, un representante de cada facultad que cuente con cuatro o más unidades académicas y dos representantes elegidos por los estudiantes.

#### Federación de Estudiantes
La Federación de Estudiantes de la Pontificia Universidad Católica de Valparaíso (FEPUCV) es la mayor instancia de representación política y social de la comunidad estudiantil. Su principal órgano es la Mesa Ejecutiva, que tiene por objetivo representar a los estudiantes de la PUCV y canalizar las propuestas y proyectos de la comunidad estudiantil, las que se han visto materializadas en instancias como los trabajos voluntarios permanentes, encuentros de la comunidad universitaria y la Semana Novata, entre otras.

### Facultades y Unidades Académicas
En 2020 la universidad impartía 62 carreras de pregrado, 51 programas de postgrado (18 programas de doctorado y 33 de magíster) y 74 diplomados.
Actualmente cuenta con nueve facultades, de las que dependen treinta y seis unidades académicas, que son las siguientes:
| Facultad                                            | Unidades Académicas | Carreras |
| --------------------------------------------------- | --- | --- |
| Facultad de Ciencias Agronómicas y de los Alimentos | Escuela de Agronomía Escuela de Alimentos | Agronomía Ingeniería en Alimentos |
| Facultad de Arquitectura y Urbanismo                | Escuela de Arquitectura y Diseño Instituto de Arte | Arquitectura Diseño Licenciatura en Arte |
| Facultad de Ciencias                                | Escuela de Kinesiología Programa de Bachillerato en Ciencias Carrera de Tecnología Médica Instituto de Biología Instituto de Estadística Instituto de Física Instituto de Matemáticas Instituto de Química                                                                                             | Kinesiología Bachillerato en Ciencias Tecnología Médica Pedagogía en Biología y Ciencias Naturales Licenciatura en Biología Estadística Licenciatura en Física Pedagogía en Física Pedagogía en Matemáticas Licenciatura en Matemáticas Bioquímica Química y Ciencias Naturales Química Industrial |
| Facultad de Ciencias Económicas y Administrativas   | Escuela de Comercio Escuela de Negocios y Economía Escuela de Trabajo Social Escuela de Periodismo | Contador Auditor Ingeniería Comercial Trabajo Social Periodismo |
| Facultad de Derecho                                 | Escuela de Derecho | Derecho |
| Facultad de Filosofía y Educación                   | Escuela de Pedagogía Escuela de Educación Física Escuela de Psicología Instituto de Filosofía Instituto de Historia Instituto de Literatura y Ciencias del Lenguaje Instituto de Música | Educación Parvularia Educación Básica Educación Especial Educación Física Psicología Pedagogía en Filosofía Licenciatura en Historia Pedagogía en Historia, Geografía y Ciencias Sociales Pedagogía en Castellano y Comunicación Pedagogía en Inglés Interpretación Inglés - Español Traducción Inglés - Español Licenciatura en Lingüística y Literatura Pedagogía en Música Licenciatura en Ciencias y Artes Musicales Intérprete Musical                               |
| Facultad de Ingeniería                              | Escuela de Ingeniería Civil Escuela de Ingeniería Bioquímica Escuela de Ingeniería Eléctrica Escuela de Ingeniería Informática Escuela de Ingeniería de Transporte Escuela de Ingeniería en Construcción Escuela de Ingeniería Industrial Escuela de Ingeniería Mecánica Escuela de Ingeniería Química | Ingeniería Civil Ingeniería Civil Bioquímica Ingeniería de Ejecución en Bioprocesos Ingeniería Civil Eléctrica Ingeniería Civil Electrónica Ingeniería Eléctrica Ingeniería Electrónica Ingeniería Civil Informática Ingeniería en Informática Ingeniería de Transporte Ingeniería en Construcción Ingeniería Civil Industrial Ingeniería Civil Mecánica Ingeniería Mecánica Ingeniería Civil Química Ingeniería Civil en Metalurgia Extractiva Ingeniería Civil de Minas |
| Facultad de Ciencias del Mar y Geografía            | Instituto de Geografía Escuela de Ciencias del Mar | Geografía Ingeniería en Acuicultura Ingeniería Pesquera Oceanografía |
| Facultad Eclesiástica de Teología                   | Instituto de Ciencias Religiosas Bachiller en Teología | Licenciatura en Ciencias Religiosas y Estudios Pastorales Bachiller Canónico en Teología |

## Sedes
Una de las dificultades de ser una universidad urbana es la imposibilidad de crecer en el sitio original de su fundación, por lo que la PUCV tiene 18 sedes repartidas en el Gran Valparaíso, además de una en Quillota y otra en el Gran Santiago. Es así como ha generado varios polos de desarrollo universitario, siendo los principales el «Eje Brasil» (constituido por 8 sedes ubicadas a lo largo de la Avenida Brasil, en el Barrio Universitario de Valparaíso), el Campus Curauma (en constante expansión desde su apertura en 2009) y el Campus Sausalito.
| Nombre                                                                      | Dirección                                     | Ocupada por |
| --------------------------------------------------------------------------- | --------------------------------------------- | --- |
| Casa Central (CC)                                                           | Avda. Brasil 2950, Valparaíso                 | Facultad de Derecho Facultad Eclesiástica de Teología |
| Edificio Monseñor Gimpert (G)                                               | Avda. Brasil 2830, Valparaíso                 | Escuela de Ingeniería Comercial Escuela de Comercio Escuela de Trabajo Social                                                                                                  |
| Edificio Presbítero Rubén Castro (RC)                                       | Avda. Brasil 2850, Valparaíso                 | Escuela de Ingeniería Comercial Escuela de Comercio Escuela de Trabajo Social                                                                                                  |
| Instituto de Estadística                                                    | Errázuriz 2734, Valparaíso                    | Instituto de Estadística |
| Edificio Isabel Brown Caces (IBC)                                           | Avda. Brasil 2241, Valparaíso                 | Escuela de Ingeniería Industrial Escuela de Ingeniería Informática Instituto de Geografía                                                                                      |
| Escuela de Ingeniería Química (EIQ/ING AU)                                  | Avda. Brasil 2158 - 2162, Valparaíso          | Escuela de Ingeniería Química |
| Centro Universitario Rafael Ariztía (RA/FIN)                                | Avda. Brasil 2147, Valparaíso                 | Escuela de Ingeniería Civil Escuela de Ingeniería Eléctrica Escuela de Ingeniería de Transporte Escuela de Ingeniería en Construcción                                          |
| Escuela de Ingeniería Bioquímica (EIB)                                      | Avda. Brasil 2085, Valparaíso                 | Escuela de Ingeniería Bioquímica |
| Centro Universitario Malaquías Morales Muñoz (IMA)                          | Blanco Viel 572, Cerro Barón, Valparaíso      | Instituto de Matemática |
| Instituto y Conservatorio de Música                                         | Pilcomayo 478, Cerro Concepción, Valparaíso   | Instituto de Música |
| Centro Universitario Vito Alberti                                           | Avda. Altamirano 1480, Valparaíso             | Escuela de Ciencias del Mar |
| Escuela de Alimentos                                                        | Waddington 716, Playa Ancha, Valparaíso       | Escuela de Alimentos |
| Escuela de Arquitectura y Diseño (EAD)                                      | Avda. Matta 12, Recreo, Viña del Mar          | Escuela de Arquitectura y Diseño |
| Instituto de Historia                                                       | Paseo Valle 396, Viña del Mar                 | Instituto de Historia |
| Centro Universitario María Teresa Brown de Ariztía (Campus Sausalito / SAU) | Avda. El Bosque 1290, Sausalito, Viña del Mar | Escuela de Psicología Escuela de Pedagogía Escuela de Educación Física Instituto de Filosofía Instituto de Literatura y Ciencias del Lenguaje                                  |
| Instituto de Arte                                                           | Lusitania 68, Miraflores, Viña del Mar        | Instituto de Arte |
| Centro Universitario República de Suiza                                     | Avda. Los Carrera 01567, Quilpué              | Escuela de Ingeniería Mecánica |
| Escuela de Agronomía                                                        | Estación Experimental La Palma s/n, Quillota  | Escuela de Agronomía |
| Campus Curauma (CU)                                                         | Avda. Universidad 330, Curauma, Valparaíso    | Instituto de Biología Instituto de Química Instituto de Física Programa de Bachillerato en Ciencias Escuela de Periodismo Carrera de Tecnología Médica Escuela de Kinesiología |
| Centro de Estudios Avanzados y Extensión (CEA)                              | Antonio Bellet 314, Providencia, Santiago     | Magíster, postítulo, cursos de especialización, seminarios y extensión cultural.                                                                                               |

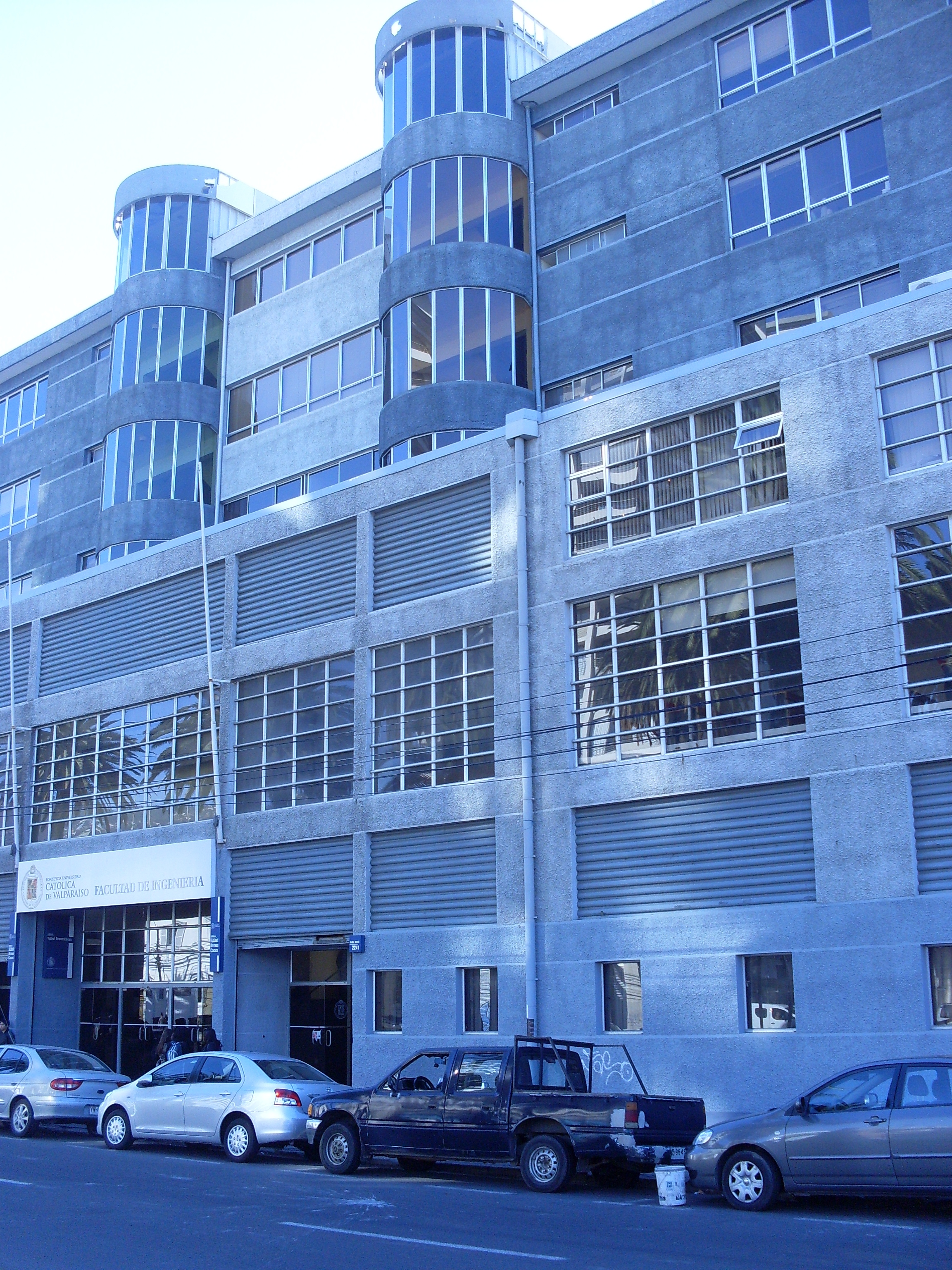
Edificio Isabel Brown Caces, una de las sedes del "Eje Brasil".
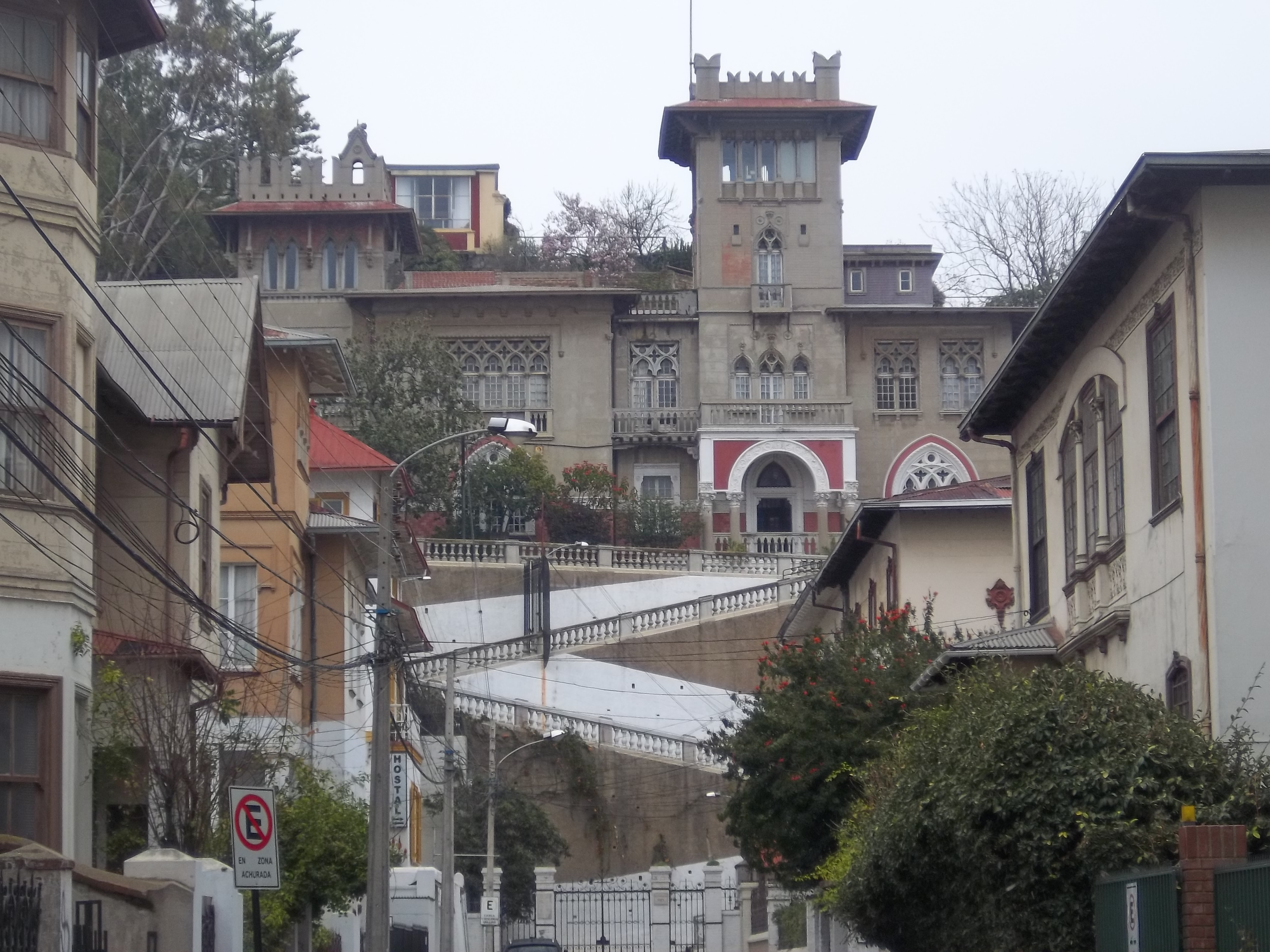
Palacio Valle, sede del Instituto de Historia.
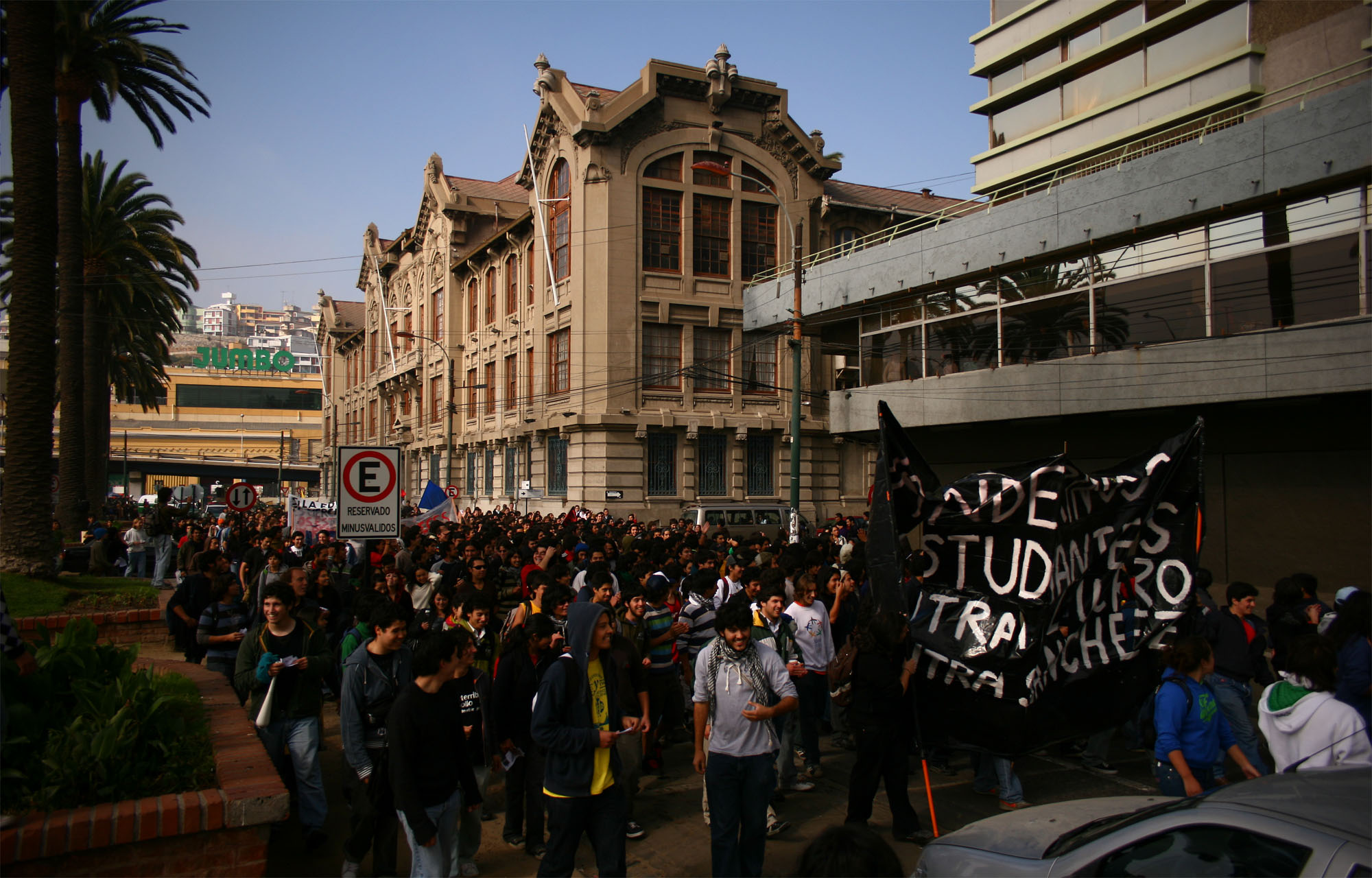
Edificio Monseñor Gimpert (primer plano, derecha) y Casa Central (segundo plano, centro) durante una manifestación.
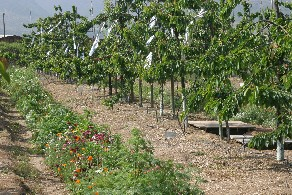
Cultivos en la Estación Experimental La Palma, Quillota.
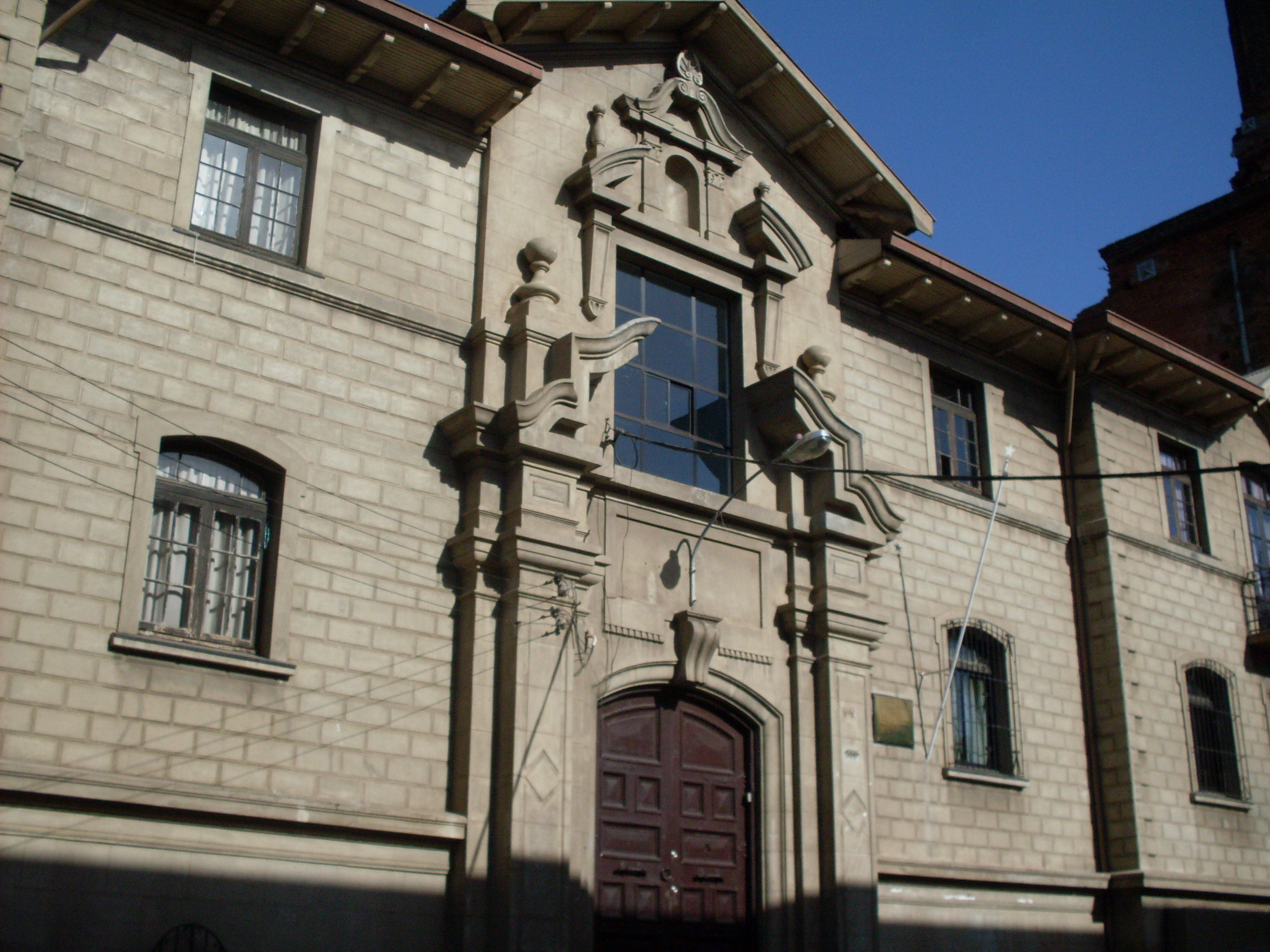
Centro Universitario Malaquías Morales Muñoz, sede del Instituto de Matemáticas.

## Centro de Formación Técnica PUCV

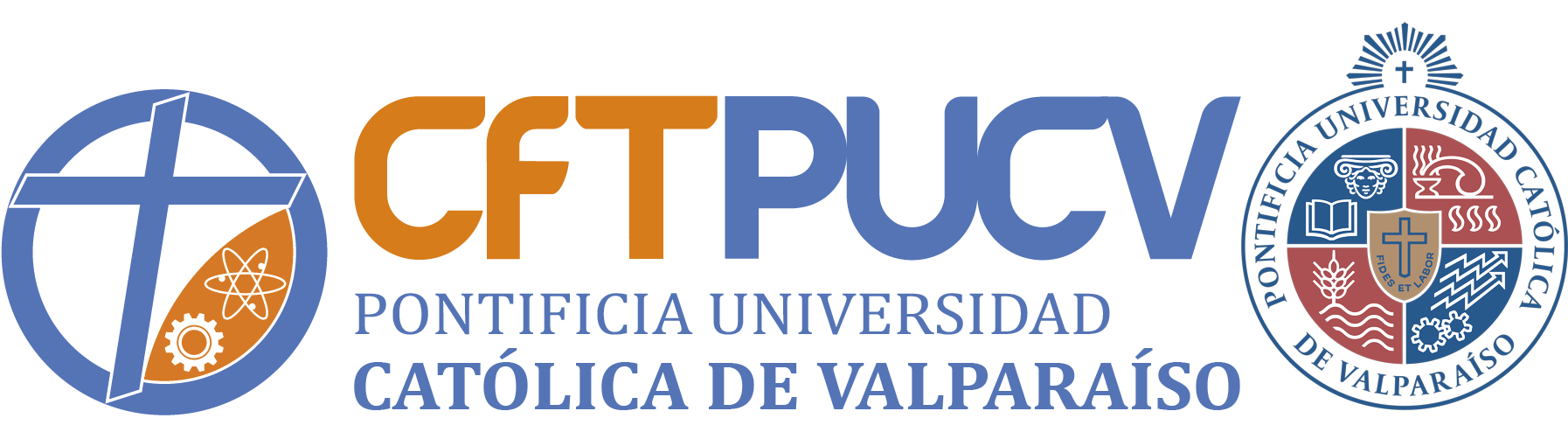
Centro de Formación Técnica Pontificia Universidad Católica de Valparaíso

La Corporación Centro de Formación Técnica Pontificia Universidad Católica de Valparaíso, es una institución superior técnica profesional chilena, creada en septiembre de 2003, organizada como Centro de Formación Técnica, y constituida sin lucro, como una corporación, institutora eclesial, regional, autónoma y filial de la Pontificia Universidad Católica de Valparaíso.
La casa de estudios, cuenta con campus descentralizados en la Región de Valparaíso, Provincia de Petorca (La Ligua, Cabildo), Provincia de Quillota, (Quillota, La Calera), Provincia de Valparaíso (Valparaíso, Viña del Mar, Puchuncaví, Quintero), Provincia de Marga Marga, (Limache). Además de contar con centros experimentales, y sedes de escuelas específicas. 
Actualmente se encuentra acreditada por la Comisión Nacional de Acreditación (CNA-Chile) por un período de 5 años (de un máximo de 7), desde enero de 2022 hasta enero de 2027.
Suscribe al Sistema de Acceso a la educación superior chilena (Vía de admisión descentralizada - sumativa), la Gratuidad estatal, e integra la Red de Campus Sustentables, la Red de Instituciones Técnicas Profesionales del CRUCH, el Consejo de Rectores (Vertebral), forma parte de la Red Institutense Universitaria de la Conferencia Episcopal de Chile.

### Historia
Fundada con el propósito de contribuir a la Formación Técnico Profesional de Chile, con valores como la identidad, la calidad, el orden, el trabajo en equipo, la responsabilidad social, el desarrollo y la sustentabilidad se propone: “Formar técnicos de nivel superior laboralmente competentes, emprendedores y éticos con herramientas pertinentes para su desarrollo personal y profesional". 
Para ello, la institución implementa un Modelo Educativo basado en la formación de competencias laborales, con enfoque modular, dirigido fundamentalmente a personas que buscan formación y herramientas para insertarse y desarrollarse en el mundo laboral. Todas las acciones y procesos del Centro se fundan en el marco de Aseguramiento de la Calidad con un claro enfoque hacia el alumno, lo que se complementa con una Política de Desarrollo Docente y con el compromiso de todos los trabajadores. 

### Vinculación con el Medio
La institución busca una permanente Vinculación con el Medio para orientar los procesos formativos a la pertinencia del perfil de egreso. El desarrollo de actividades prácticas y de formación complementaria requiere la aplicación de iniciativas de Innovación, Emprendimiento e Investigación Aplicada que le entreguen a los estudiantes el sello distintivo que caracteriza a las instituciones que pertenecen a la Pontificia Universidad Católica de Valparaíso.

### Sedes y Campus
Con más de 23.000 M² construidos y 6 sedes en la región, el Centro Técnico cuenta con más de 4200 estudiantes al 2019 y la institución se encuentra adscrita a la Gratuidad de la Educación Superior.

## Medios de comunicación

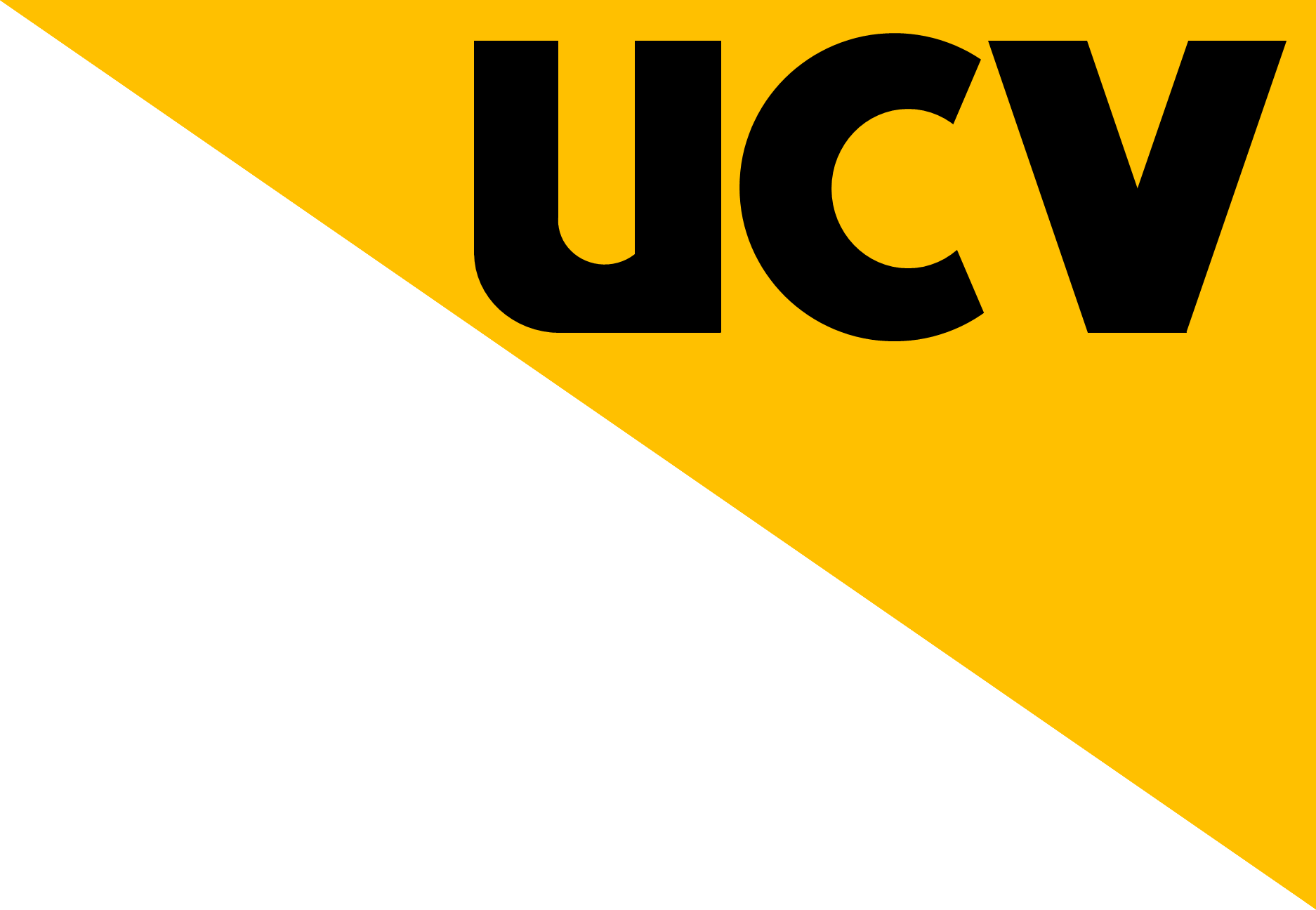
Logotipo de PUCV Multimedios SpA (UCV TV y UCV Radio).

- UCV TV: Es el canal de televisión digital abierta de la PUCV (PUCV Multimedios SpA). Transmite a través del mux 29 UHF del Gran Valparaíso en la numeración virtual 4.3. En el Gran Santiago transmite por el canal 29 UHF, en la numeración virtual 5.3, en ucvtv.cl por streaming, en las plataformas de pago Zapping y Mi Play y en la cableoperadora Movistar. Su eslogan es: "El mundo en tus ojos" y "El primer canal cultural de la TV abierta en Chile". En 2021 se emiten los programas Los Tres Chiflados, Los locos Addams, Superagente 86, Bonanza, El precio de la historia, Dr. Oz, Retro Pop de Radio Pop con DJ Retro y Emporio, entre otros. Transmite desde sus estudios en Agua Santa 2455, Viña del Mar que comparte con la radio.

- UCV Radio: Es una radioemisora de la PUCV (PUCV Multimedios SpA) fundada el 3 de enero de 1994 en la ciudad de Viña del Mar. Se caracteriza por un estilo programático con música de los '70, '80 y '90. Cuenta también con espacios dedicados a la conversación (como Estación Puerto), además de difundir música del ambiente folclórico latinoamericano y a bandas emergentes del país (Otra Música Popular Chilena, que cuenta con el apoyo del Consejo Nacional de la Cultura y las Artes y la SCD). El área de radiodifusión es la Región de Valparaíso. Su eslogan es: "El mundo en tus oídos" y "Somos tu región".

- TV+: Es un canal de televisión abierta, en copropiedad con Disney, que emite su señal desde la frecuencia 5 y frecuencia 5.1 en Santiago, como también en otras más ciudades del país.

- TV MAS 2: Es un canal de televisión digital abierta. Transmite por la frecuencia virtual 5.2 en Santiago y en las plataformas de pago Zapping, Mi Play y WOM TV.

## Relaciones internacionales
La PUCV tiene una larga historia de relaciones académicas con instituciones de todo el mundo, con más de 260 acuerdos con universidades europeas. El intercambio de estudiantes es más activo con universidades de Estados Unidos, España, Francia y Alemania; algunos estudiantes provienen también de países latinoamericanos. La lista de instituciones incluye algunas de las más antiguas del mundo como la Universidad Católica de Lovaina, la Universidad de Pisa y la Universidad de Heidelberg. El área internacional en la PUCV es conducida a través de la Dirección de Relaciones Internacionales (DRI).